# Popis diplomatskih predstavništava na Kosovu
Nekoliko je država otvorilo veleposlanstva u Republici Kosovu otkako je ona proglasila neovisnost od Srbije 17. veljače 2008.
Druge države, uključujući Rusku Federaciju su zadržale predstavničke urede, ali su ih odbile akreditirati Vladi Republike Kosovo. Po stanju od 26. kolovoza 2008., na Kosovu je 14 veleposlanstava.

## Diplomatska predstavništva na Kosovu

### Veleposlanstva
Priština
| - Albanija – Arben Cejku - Austrija – Gernot Pfandler (chargé d'affaires) - Bugarska - Češka – Janina Hřebíčková (chargé d'affaires) - Francuska – Delphine Borione - Njemačka – Hans-Dieter Steinbach - Mađarska | - Italija – Michael Louis Giffoni - Nizozemska - Slovenija - Švicarska – Lukas Beglinger - Turska - Ujedinjeno Kraljevstvo – Andrew Sparkes - SAD – Tina S. Kaidanow |

### Nerezidentna veleposlanstva
| - Danska – Hugo Østergaard-Andersen (Beč) - Estonija - Latvija | - Lihtenštajn (švicarsko veleposlanstvo u Prištini) - Litva - Švedska – Ann-Sofie Nilsson (Skoplje) |

### Uredi za vezu
| - Belgija – Wim Peeters - NR Kina - Hrvatska – Davor Vidiš (Ured je otvoren 11. listopada 2007.) - EU - Finska – Kristiina Häikiö - Grčka – Dimitra Kozoboli - Japan - Luksemburg – Manuel Vega | - Sjeverna Makedonija – Stojan Karajanov - Malezija – Mr. Mustafa Bin Hj. Mansor - Norveška – Sverre Johan Kvale - Rumunjska - Rusija – Andrei Dronov - Saudijska Arabija - Slovačka – Miloslav Naď |